# 鄧肯海崖
79°57′S 155°58′E / 79.950°S 155.967°E
鄧肯海崖（英語：Duncan Bluff）是南極洲的海崖，位於奧次地，處於哈瑟頓冰川北岸，屬於達爾文山脈的一部分，海拔高度1,800米，現時由南極條約體系管理。